# Centro Nacional Patagónico
El Centro Nacional Patagónico (CENPAT), también conocido como CCT CONICET-CENPAT, es una unidad divisional del Consejo Nacional de Investigaciones Científicas y Técnicas (CONICET). Cubre un amplio espectro temático y su objetivo principal es asegurar un ámbito apropiado para la ejecución de investigaciones científicas, tecnológicas y de desarrollo en el área central de la Patagonia argentina. El CCT CONICET-CENPAT contribuye a interrelacionar las unidades ejecutoras (UE, centros e institutos de I+D+i) que lo conforman y los grupos de investigación en la zona de su inserción, brindándoles servicios desde sus unidades de apoyo técnico-logístico y administrativo (UA), colaborando además en la articulación y fomento de relaciones de cooperación y difusión con la comunidad.
El CENPAT fue creado en 1970 y se convirtió en centro del CONICET en 1978. Desde 2016 es uno de los 16 Centros Científicos Tecnológicos (CCT) de CONICET.

## Unidades
Está conformado por las siguientes Unidades Ejecutoras:
- CESIMAR-CONICET: Centro para el Estudio de Sistemas Marinos.
- CIMAS-CONICET/UNComa/Gob. Provincia de Río Negro/INIDEP: Centro de Investigación Aplicada y Transferencia Tecnológica en Recursos Marinos "Almirante Storni".
- IBIOMAR-CONICET: Instituto de Biología de Organismos Marinos.
- IDEAus-CONICET: Instituto de Diversidad y Evolución Austral.
- IIDEPyS-CONICET/UNPSJB: Instituto Multidisciplinario para la Investigación y el Desarrollo Productivo y Social de la Cuenca Golfo San Jorge.
- INBIOP-CONICET/UNPSJB: Instituto de Biociencias de la Patagonia.
- IPCSH-CONICET: Instituto Patagónico de Ciencias Sociales y Humanas.
- IPEEC-CONICET: Instituto Patagónico para el Estudio de Ecosistemas Continentales.
- IPGP-CONICET: Instituto Patagónico de Geología y Paleontología.

y las Unidades de Apoyo Técnico-Logístico y Administrativo:
- UAT: Unidad de Apoyo Territorial CCT CONICET-CENPAT.
- OVT: Oficina de Vinculación Tecnológica CCT CONICET-CENPAT.
- UGI: Unidad de Gestión de la Información CCT CONICET-CENPAT.

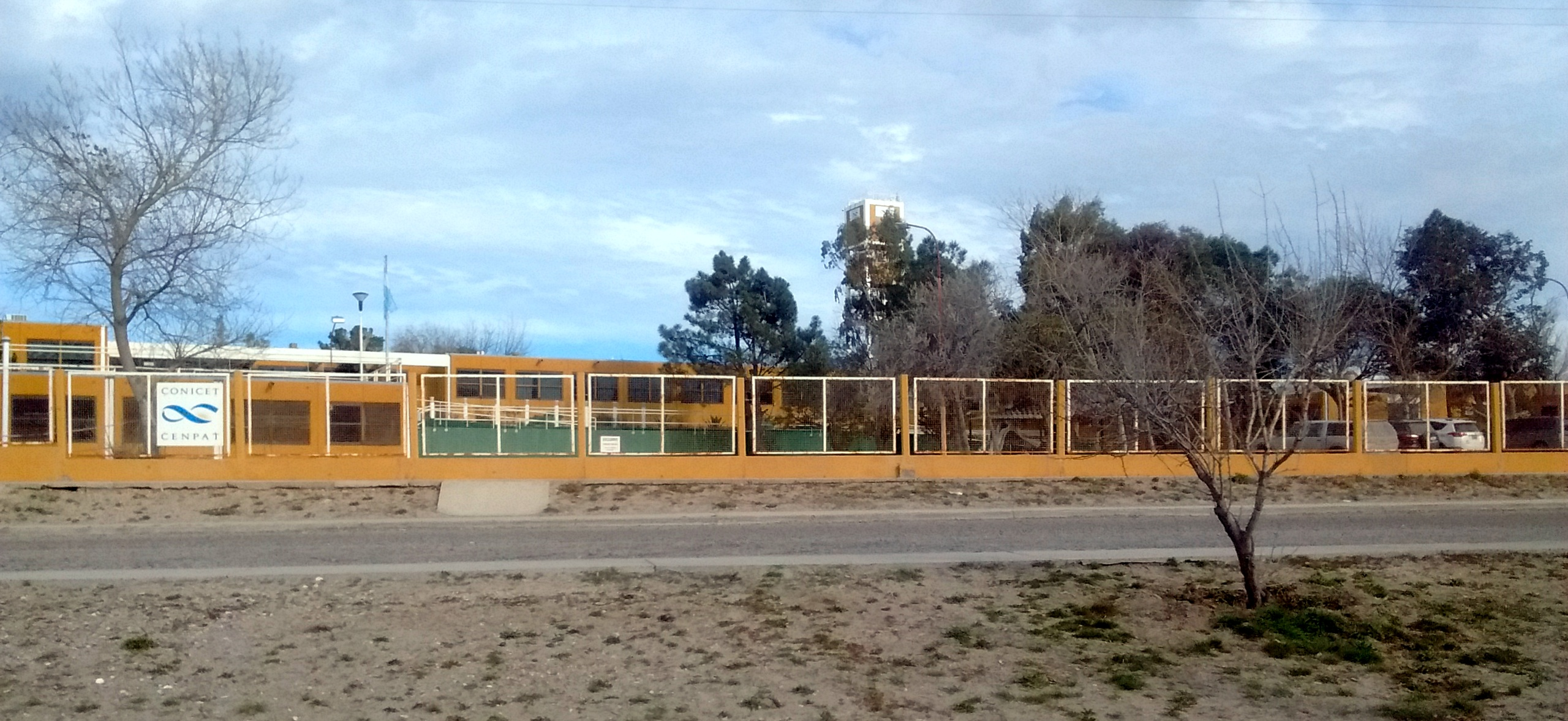
Sede del CENPAT en Puerto Madryn, provincia del Chubut.